# Ferdinando Bertoni
Pour les articles homonymes, voir Bertoni.
Ferdinando Giuseppe Bertoni (né le 15 août 1725 à Salò, dans la province de Brescia en Lombardie et mort le 1er décembre 1813 à Desenzano del Garda) est un compositeur et organiste italien.

## Biographie
Ferdinando Bertoni étudie avec le Padre Martini. Le 21 janvier 1785, il succède à Galuppi comme maître de chapelle à Saint-Marc à la tête de la Cappella Marciana. Il fait deux voyages à Londres, où sont représentés ses opéras. Entre 1757 et 1797, il est chef de chœur du Conservaorio de'Mendicanti. Il se retire en 1808.
Il écrit une cinquantaine d’opéras, des oratorios, des sonates pour clavecin et de la musique de chambre.